# Montenegró az Eurovíziós Dalfesztiválokon
Montenegró eddig tizenhárom alkalommal vett részt az Eurovíziós Dalfesztiválon.
A montenegrói műsorsugárzó a Radio i televizija Crne Gore, amely 2001-ben lett tagja az Európai Műsorsugárzók Uniójának, és 2004-ben csatlakozott a versenyhez Szerbia és Montenegró tagjaként. 2007-től vesznek részt független államként.

## Története

### Évről évre
Montenegró korábban Jugoszlávia tagjaként szerepelt 1961 és 1992 között, illetve Szerbia és Montenegró tagjaként 2004-től 2006-ig. Jugoszláviát 1983-ban és 1984-ben, Szerbia és Montenegrót 2005-ben képviselte montenegrói előadó.
Független államként 2007-ben szerepeltek először, de sokáig nem sikerült a döntőbe jutniuk, egészen 2014-ig minden alkalommal kiestek az elődöntőben. Legjobb elődöntős eredményüket 2009-ben érték el, amikor a tizenegyedik helyén végeztek. Ebben az évben a montenegrói dalt Ralph Siegel írta, aki 1982-ben dalszerzőként megnyerte a versenyt.

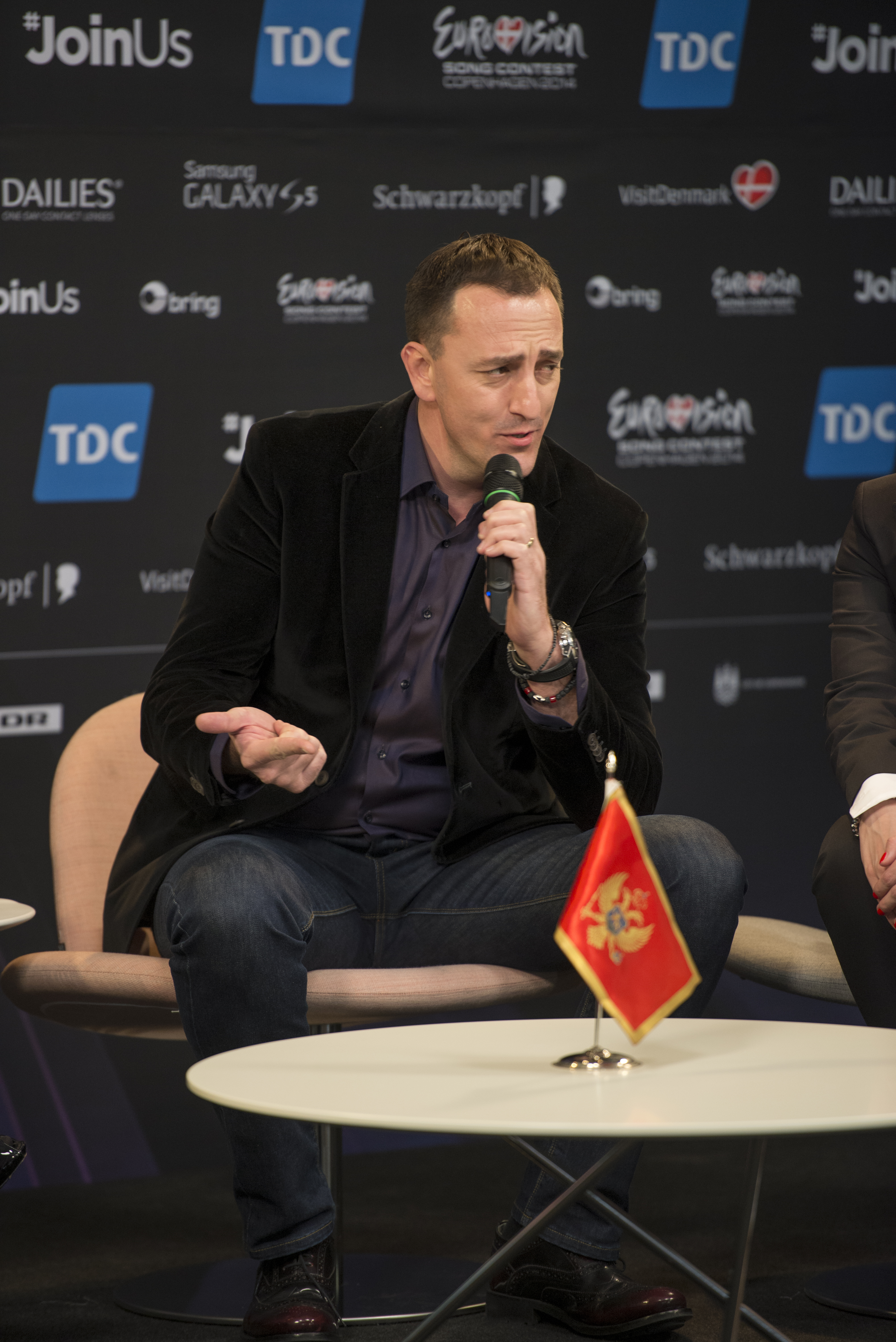
Sergej Ćetković, az ország első döntőse

2010-ben pénzügyi nehézségek és globális pénzügyi válság hatásai miatt visszaléptek a versenytől. Annak ellenére, hogy nem vettek részt, az RTCG továbbra is közvetítette a versenyt. 2011-ben eredetileg visszatértek volna, de nem találtak potenciális képviselő szponzorokat a részvétel finanszírozására, így pénzügyi okokból ismét nem vettek részt. 2012-ben visszatértek, de ezúttal, és a következő évben sem sikerült továbbjutniuk a döntőbe. A 2014-es év azonban meghozta a változást: a köztelevízió felkérte az egyik leghíresebb montenegrói énekest, Sergej Ćetkovićot az ország képviseletére. Sergej az elődöntőben a hetedik helyen végzett, így Montenegró először volt résztvevője a dalfesztivál döntőjének. A döntőben tizenkilencedik helyen végzett, elérve ezzel országa addigi legjobb eredményét. A produkciót két ország, Örményország és Észak-Macedónia jutalmazta maximális ponttal a döntőben. 2015-ben ezt az eredményt sikerült felülmúlniuk. Attól független, hogy az elődöntőből csak kilencedikként jutottak tovább, a döntőben végül tizenharmadik helyen zárták a versenyt. Ezzel Knez szerezte meg az ország jelenlegi legjobb eredményét. 2016-ban ismét nem sikerült kvalifikálni magukat a döntőbe, tizenharmadik helyen zárva kiestek az elődöntőben. 2017-ben, 2018-ban és 2019-ben ismét kiestek az elődöntőben, mindhárom alkalommal tizenhatodikak lettek. 
2020-ban megerősítették, hogy indulóját a 2018-ban létrehozott Montevizija nevű nemzeti döntő segítségével választják ki, azonban 2019. november 13-án hivatalossá vált, hogy Montenegró nem vesz részt a dalfesztiválon. Két év kihagyás után, 2022-ben küldtek versenyzőt, ekkor ismét nem jutottak tovább a döntőbe. 2023-ban újra visszaléptek a versenytől, majd 2024-ben sem vettek részt, azonban az utóbbi dalfesztivált közvetítették. Az ország 2025-ben egy új nemzeti döntővel tért vissza. Eredetileg a Neonoen együttes képviselte volna az országot a Clickbait című dallal, azonban 2024. december 4-én úgy döntöttek, hogy visszalépnek a megmérettetéstől. Ezért az országot Nina Žižić képviselte a Dobrodošli című dalával, amivel elérte az ország eddigi lerosszabb helyezését, utolsó lett az elődöntőben.

### Nyelvhasználat
A nyelvhasználatot korlátozó szabály 1999-ig volt érvényben, vagyis Montenegró 2007-es debütálásakor már szabadon megválaszthatták az indulók, hogy milyen nyelvű dallal neveznek.
Montenegró eddigi tizenhárom versenydalából öt montenegrói nyelven, négy angol nyelven, két kevert nyelven: egy montenegrói és szerb, egy angol és olasz kevert nyelven hangzott el.
2012-es daluk szinte teljes egészében angol nyelven hangzott el, de tartalmazott néhány mondatot montenegrói és német nyelven.

### Nemzeti döntő
Montenegró nemzeti válogatója 2018-ban és 2019-ben a Montevizija nevet viselte. Előtte, 2007-ben tíz előadó részvételével rendeztek nemzeti döntőt, közülük a nézők választották ki a győztest telefonos szavazás segítségével. A következő évben hat előadó vett részt. 2008-ban indulójukat nemzeti döntő segítségével, míg a versenydalt belső kiválasztással döntötték el. 
2009-ben, illetve 2012-es visszatérésük óta 2017-ig a montenegrói tévé a nemzeti döntő nélküli belső kiválasztás mellett döntött. Az ország 2022-es visszatérésekor ismét belső kiválasztással döntöttek. A beérkezett 30 pályamű közül a győztest egy tízfős szakmai zsűri választotta ki.

## Résztvevők

### Jugoszláviarészeként
Az alábbi táblázat tartalmazza azokat a montenegrói dalokat, melyek Jugoszlávia színeiben vettek részt az Eurovíziós Dalfesztiválokon.
| Év   | Előadó          | Dal         | Magyar fordítás    | Döntő | Pontszám |
| ---- | --------------- | ----------- | ------------------ | ----- | -------- |
| 1983 | Daniel          | Džuli       | Juli               | 4.    | 125      |
| 1984 | Vlado és Isolda | Ciao, amore | Viszlát, szerelmem | 18.   | 26       |

### Szerbia és Montenegrórészeként
Az alábbi táblázat tartalmazza azt a montenegrói dalt, mely Szerbia és Montenegró színeiben vett részt az Eurovíziós Dalfesztiválon.
| Év   | Előadó  | Dal           | Magyar fordítás | Döntő | Pontszám | Elődöntő             | Pontszám             |
| ---- | ------- | ------------- | --------------- | ----- | -------- | -------------------- | -------------------- |
| 2005 | No Name | Zauvijek moja | Örökké az enyém | 7.    | 137      | Automatikusan döntős | Automatikusan döntős |

### Montenegróként
Az alábbi táblázat tartalmazza a független Montenegró indulóit.
| Év   | Előadó            | Dal                     | Magyar fordítás           | Döntő                   | Pontszám                | Elődöntő | Pontszám |
| ---- | ----------------- | ----------------------- | ------------------------- | ----------------------- | ----------------------- | -------- | -------- |
| 2007 | Stevan Faddy      | ’Ajde, kroči            | Gyere, lépj be            | Nem jutott be a döntőbe | Nem jutott be a döntőbe | 22.      | 33       |
| 2008 | Stefan Filipović  | Zauvijek volim te       | Örökké szeretlek          | Nem jutott be a döntőbe | Nem jutott be a döntőbe | 14.      | 23       |
| 2009 | Andrea Demirović  | Just Get Out of My Life | Csak tűnj el az életemből | Nem jutott be a döntőbe | Nem jutott be a döntőbe | 11.      | 44       |
|      |                   |                         |                           |                         |                         |          |          |
| 2012 | Rambo Amadeus     | Euro Neuro              | —                         | Nem jutott be a döntőbe | Nem jutott be a döntőbe | 15.      | 20       |
| 2013 | Who See           | Igranka                 | Buli                      | Nem jutott be a döntőbe | Nem jutott be a döntőbe | 12.      | 41       |
| 2014 | Sergej Ćetković   | Moj svijet              | Az én világom             | 19.                     | 37                      | 7.       | 63       |
| 2015 | Knez              | Adio                    | Viszlát                   | 13.                     | 44                      | 9.       | 57       |
| 2016 | Highway           | The Real Thing          | A valódi dolog            | Nem jutott be a döntőbe | Nem jutott be a döntőbe | 13.      | 60       |
| 2017 | Slavko Kalezić    | Space                   | Űr                        | Nem jutott be a döntőbe | Nem jutott be a döntőbe | 16.      | 56       |
| 2018 | Vanja Radovanović | Inje                    | Fagy                      | Nem jutott be a döntőbe | Nem jutott be a döntőbe | 16.      | 40       |
| 2019 | D mol             | Heaven                  | Mennyország               | Nem jutott be a döntőbe | Nem jutott be a döntőbe | 16.      | 46       |
|      |                   |                         |                           |                         |                         |          |          |
| 2022 | Vladana           | Breathe                 | Lélegezni                 | Nem jutott be a döntőbe | Nem jutott be a döntőbe | 17.      | 33       |
|      |                   |                         |                           |                         |                         |          |          |
| 2025 | Nina Žižić        | Dobrodošli              | Isten hozott!             | Nem jutott be a döntőbe | Nem jutott be a döntőbe | 16.      | 12       |

### Visszalépett indulók
| Év   | Előadó  | Dal       | Magyar fordítás |
| ---- | ------- | --------- | --------------- |
| 2025 | Neonoen | Clickbait | Kattintásvadász |

## Szavazástörténet

### 2007–2025
| Hely | Ország              | Pont |
| ---- | ------------------- | ---- |
| 1.   | Szerbia             | 96   |
| 2.   | Szlovénia           | 61   |
| 3.   | Görögország         | 59   |
| 4.   | Oroszország         | 53   |
| 5.   | Albánia             | 52   |
| 6.   | Svédország          | 48   |
| 7.   | Azerbajdzsán        | 47   |
| 8.   | Örményország        | 43   |
| 9.   | Bosznia-Hercegovina | 42   |
| 10.  | Ukrajna             | 37   |

| Hely | Ország              | Pont |
| ---- | ------------------- | ---- |
| 1.   | Szerbia             | 88   |
| 2.   | Szlovénia           | 46   |
| 3.   | Bosznia-Hercegovina | 38   |
| 4.   | Azerbajdzsán        | 32   |
| 5.   | Albánia             | 31   |
| 6.   | San Marino          | 29   |
| 7.   | Örményország        | 24   |
| 8.   | Észak-Macedónia     | 24   |
| 9.   | Moldova             | 19   |
| 10.  | Málta               | 18   |
| 10.  | Görögország         | 18   |

Montenegró még sosem adott pontot az elődöntőben a következő országoknak: Andorra, Ausztria, Litvánia, Luxemburg és Svájc
Montenegró még sosem kapott pontot az elődöntőben a következő országoktól: Ausztria, Belgium, Bulgária, az Egyesült Királyság, Észtország, Grúzia, Írország, Lengyelország és Litvánia
| Hely | Ország              | Pont |
| ---- | ------------------- | ---- |
| 1.   | Szerbia             | 138  |
| 2.   | Albánia             | 91   |
| 3.   | Olaszország         | 78   |
| 4.   | Oroszország         | 70   |
| 5.   | Ukrajna             | 50   |
| 6.   | Azerbajdzsán        | 47   |
| 7.   | Görögország         | 44   |
| 8.   | Svédország          | 37   |
| 9.   | Norvégia            | 36   |
| 10.  | Bosznia-Hercegovina | 35   |

| Hely | Ország          | Pont |
| ---- | --------------- | ---- |
| 1.   | Örményország    | 20   |
| 2.   | Szlovénia       | 17   |
| 3.   | Észak-Macedónia | 16   |
| 4.   | Szerbia         | 12   |
| 5.   | Albánia         | 12   |
| 6.   | Azerbajdzsán    | 2    |
| 6.   | Svédország      | 2    |

Montenegró még sosem adott pontot a döntőben a következő országoknak: Finnország, Írország és Németország
Montenegró még sosem kapott pontot a döntőben a következő országoktól: Ausztrália, Ausztria, Belgium, Ciprus, Csehország, Dánia, az Egyesült Királyság, Észtország, Fehéroroszország, Finnország, Franciaország, Görögország, Grúzia, Hollandia, Írország, Izrael, Lengyelország, Lettország, Litvánia, Málta, Magyarország, Moldova, Németország, Norvégia, Olaszország, Oroszország, Portugália, Románia, San Marino, Spanyolország, Svájc és Ukrajna

## Háttér
| Év   | Rendező    | Kommentátor                                      | Pontbejelentő                                    |
| ---- | ---------- | ------------------------------------------------ | ------------------------------------------------ |
| 2007 | Helsinki   | Dražen Bauković és Tamara Ivanković              | Vidak Latković                                   |
| 2008 | Belgrád    | Dražen Bauković és Tamara Ivanković              | Nina Radulović                                   |
| 2009 | Moszkva    | Dražen Bauković és Tamara Ivanković              | Jovana Vukčević                                  |
| 2010 | Oslo       | Dražen Bauković és Tamara Ivanković              | Nem vettek részt                                 |
| 2011 | Düsseldorf | Nem vettek részt és nem közvetítették a versenyt | Nem vettek részt és nem közvetítették a versenyt |
| 2012 | Baku       | Dražen Bauković és Tamara Ivanković              | Marija Marković                                  |
| 2013 | Malmö      | Dražen Bauković és Tamara Ivanković              | Ivana Sebek                                      |
| 2014 | Koppenhága | Dražen Bauković és Tamara Ivanković              | Tijana Mišković                                  |
| 2015 | Bécs       | Dražen Bauković és Tijana Mišković               | Andrea Demirović                                 |
| 2016 | Stockholm  | Dražen Bauković és Tijana Mišković               | Danijel Alibabić                                 |
| 2017 | Kijev      | Dražen Bauković és Tijana Mišković               | Tijana Mišković                                  |
| 2018 | Lisszabon  | Dražen Bauković és Tijana Mišković               | Nataša Šotra                                     |
| 2019 | Tel-Aviv   | Dražen Bauković és Tijana Mišković               | Ajda Šufta                                       |
| 2021 | Rotterdam  | Nem vettek részt és nem közvetítették a versenyt | Nem vettek részt és nem közvetítették a versenyt |
| 2022 | Torino     | Dražen Bauković és Tijana Mišković               | Zombijana Bones                                  |
| 2023 | Liverpool  | Dražen Bauković és Tijana Mišković               | Nem vettek részt                                 |
| 2024 | Malmö      | Dražen Bauković                                  | Nem vettek részt                                 |
| 2025 | Bázel      | Dražen Bauković                                  | Marko Vukčević                                   |
| 2026 | Ausztria   |                                                  |                                                  |

## Díjak

### Barbara Dex-díj
| Év   | Előadó         | Dal   | Eredmény az Eurovízión | Eredmény az Eurovízión | Helyszín |
| Év   | Előadó         | Dal   | Helyezés               | Pontszám               | Helyszín |
| ---- | -------------- | ----- | ---------------------- | ---------------------- | -------- |
| 2017 | Slavko Kalezić | Space | 16. (elődöntő)         | 56                     | Kijev    |

## Galéria

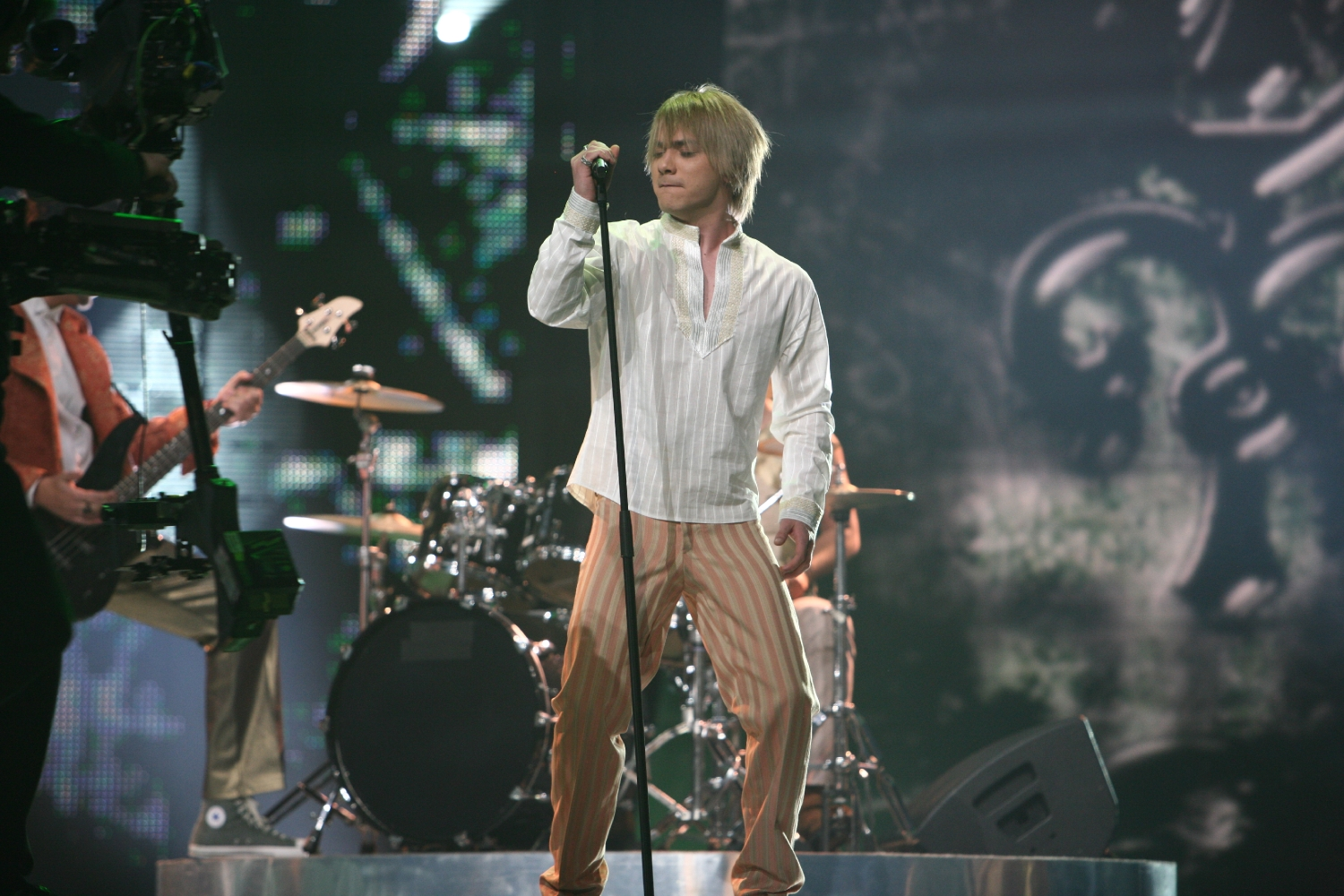
Stevan Faddy Helsinkiben (2007)
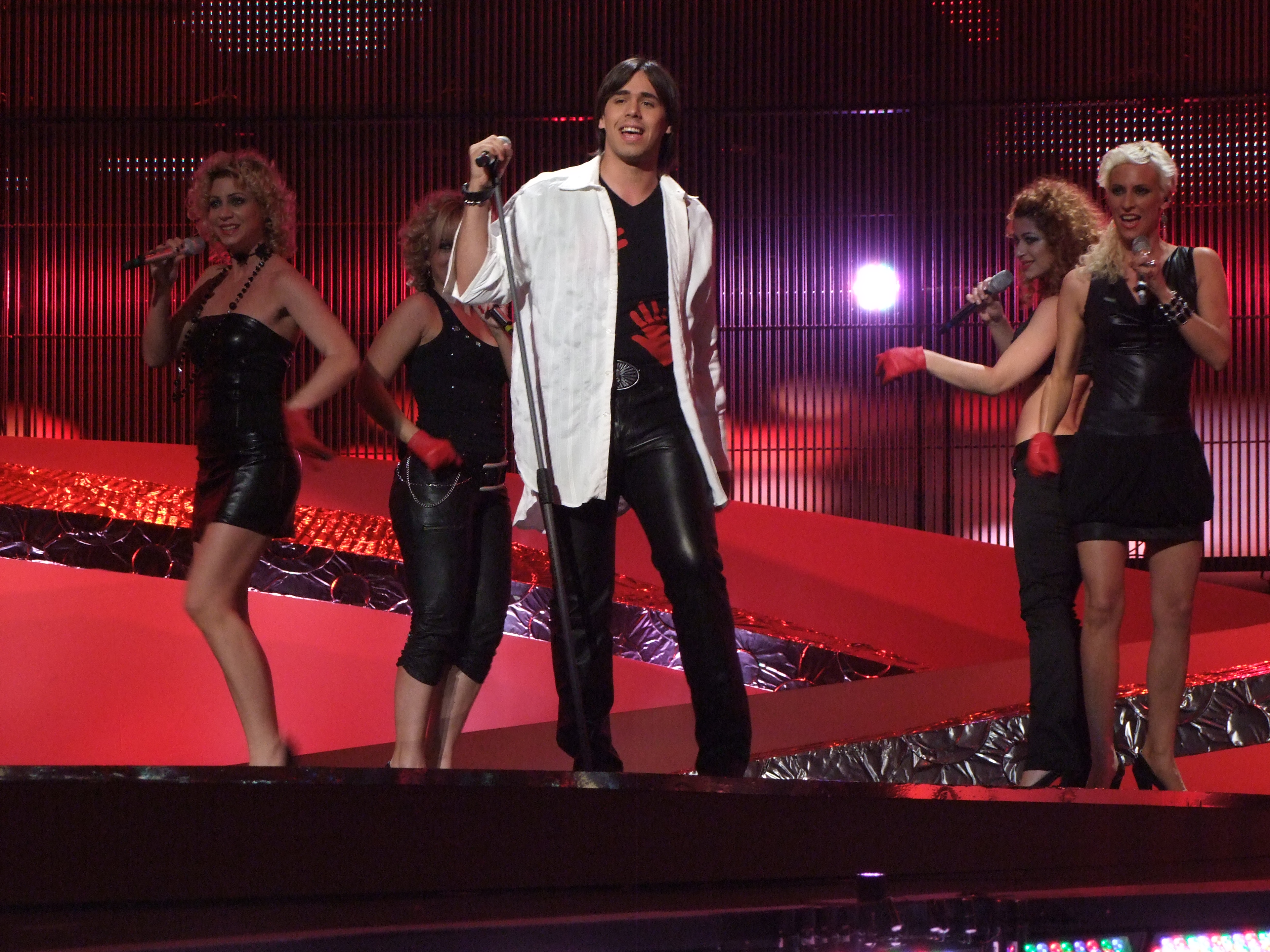
Stefan Filipović Belgrádban (2008)
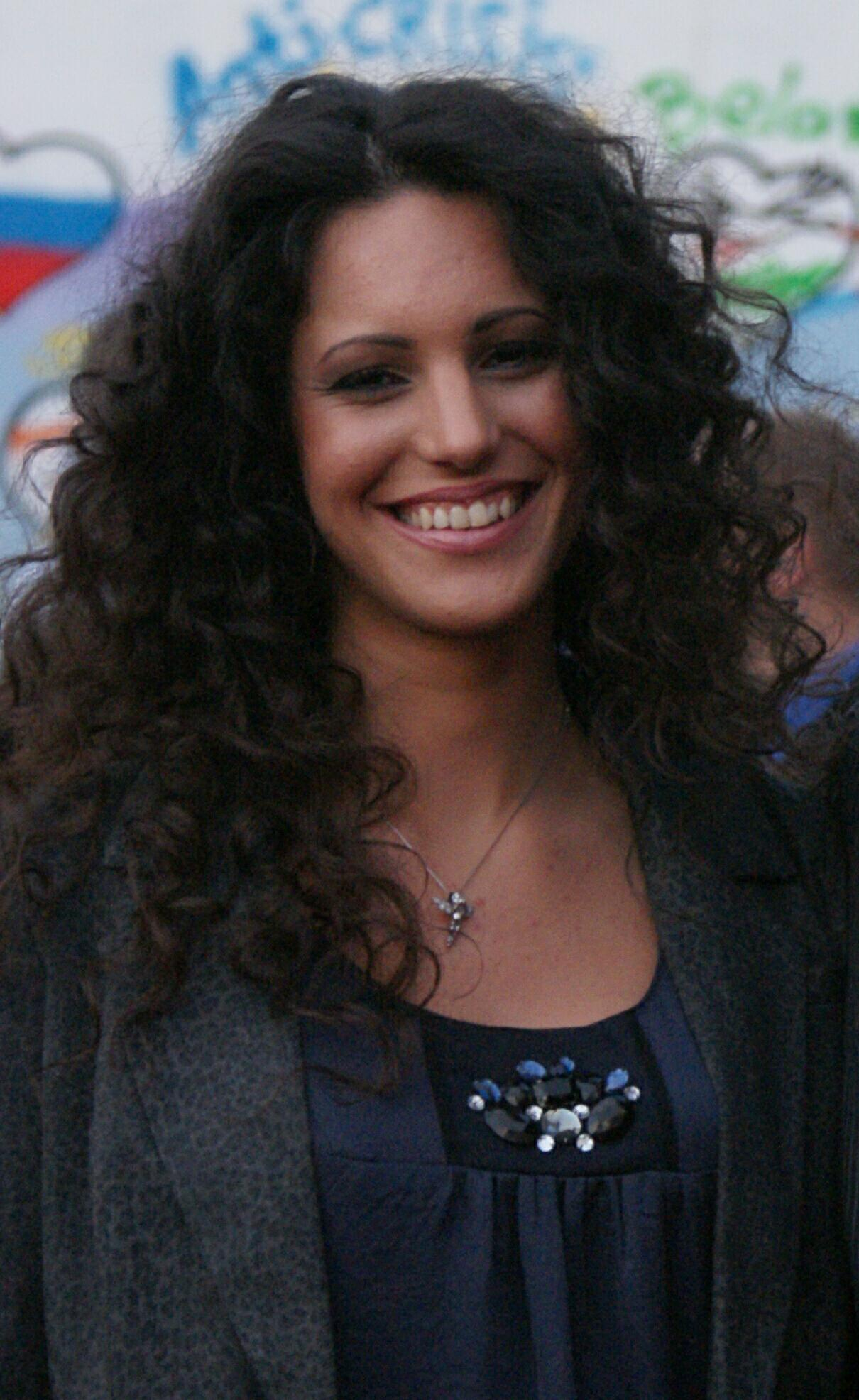
Andrea Demirović Moszkvában (2009)
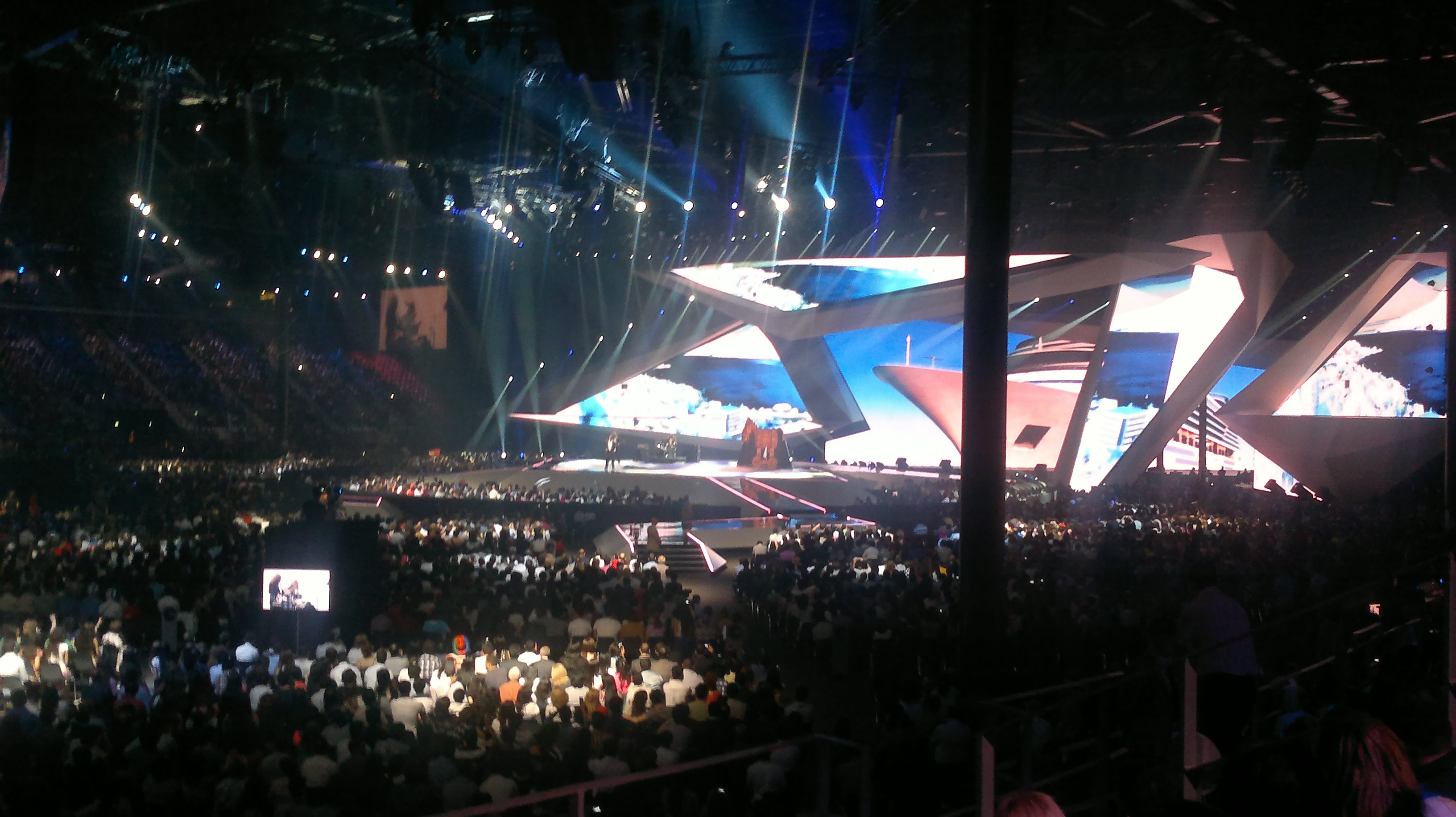
Rambo Amadeus Bakuban (2012)
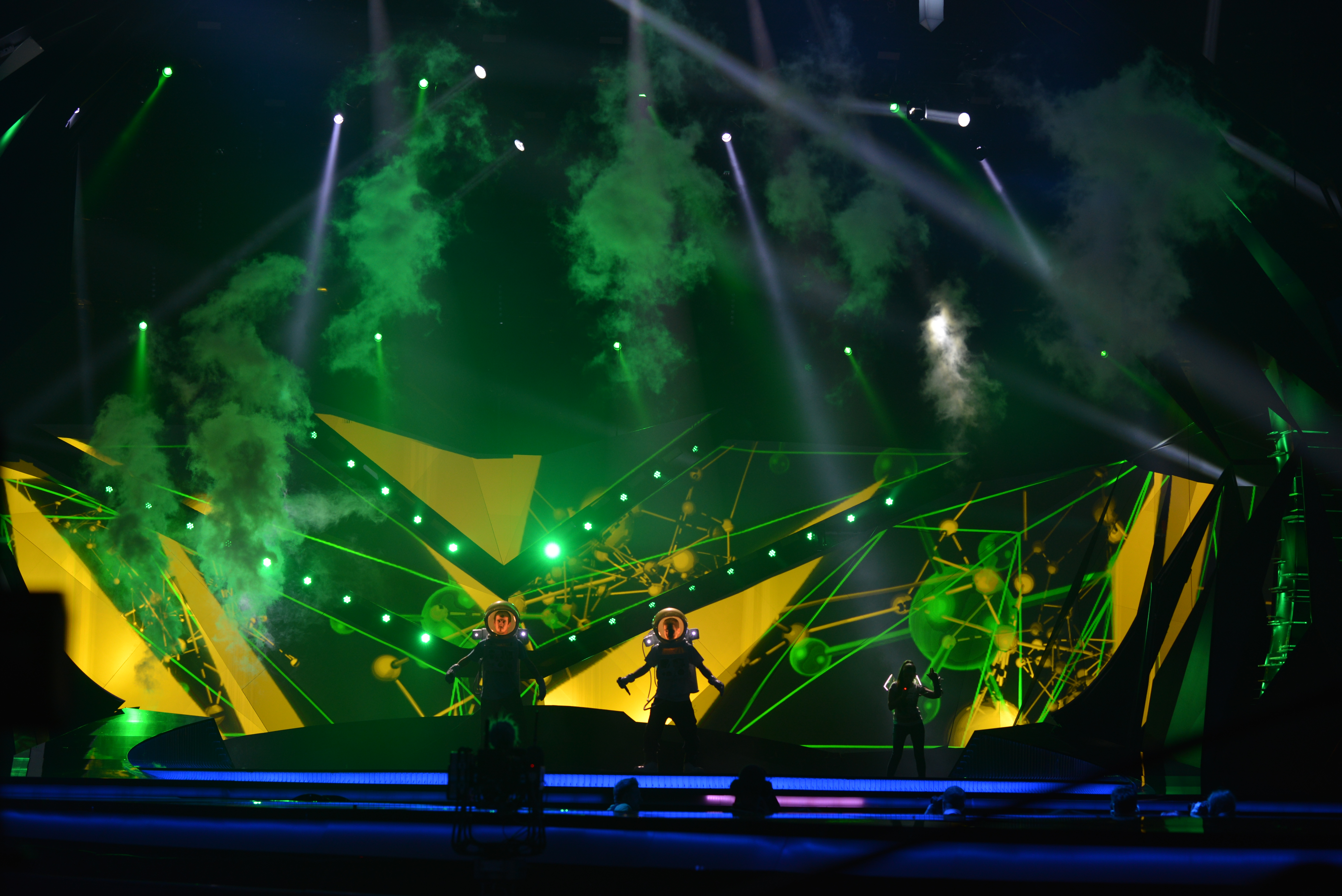
A Who See Malmőben (2013)
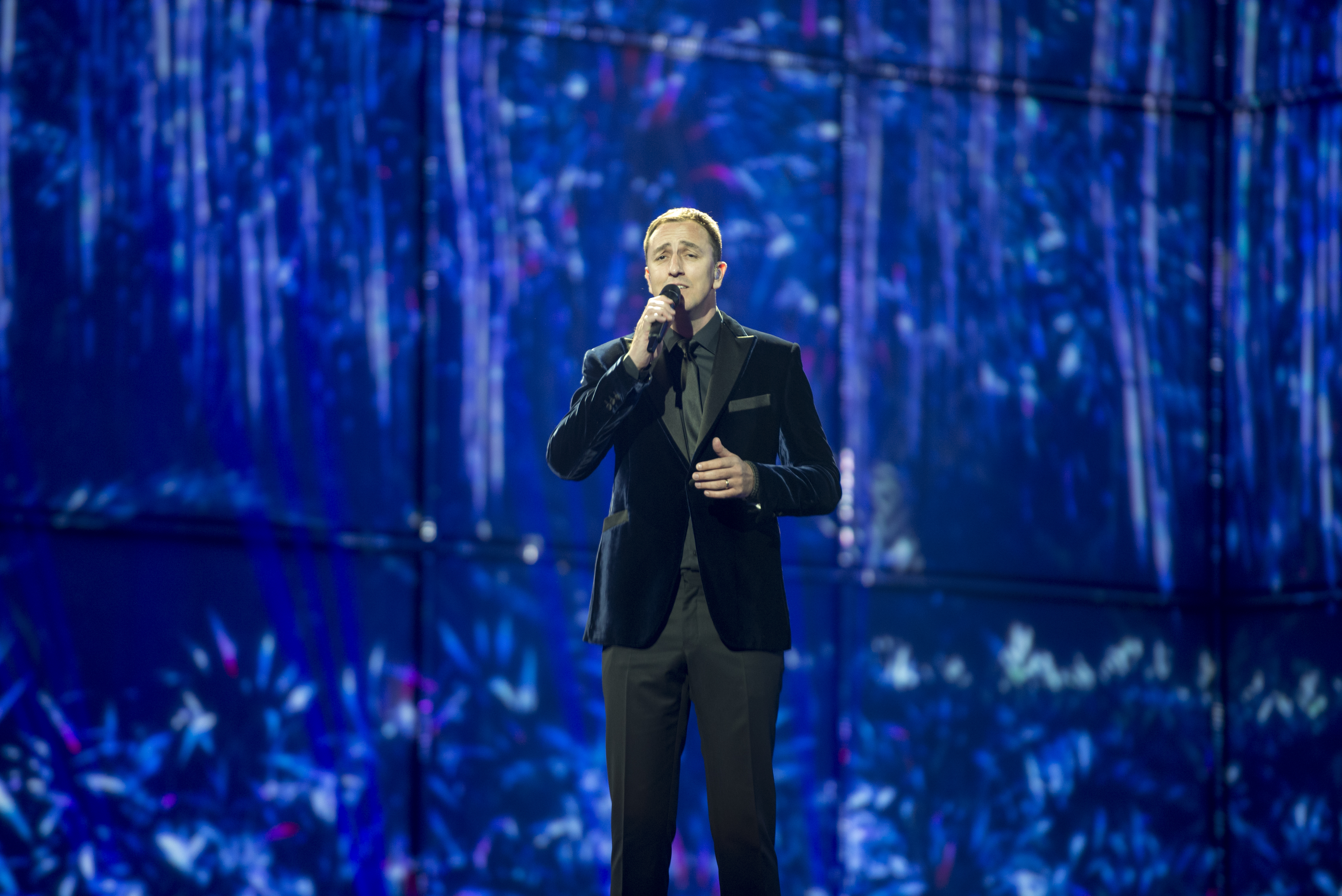
Sergej Ćetković Koppenhágában (2014)
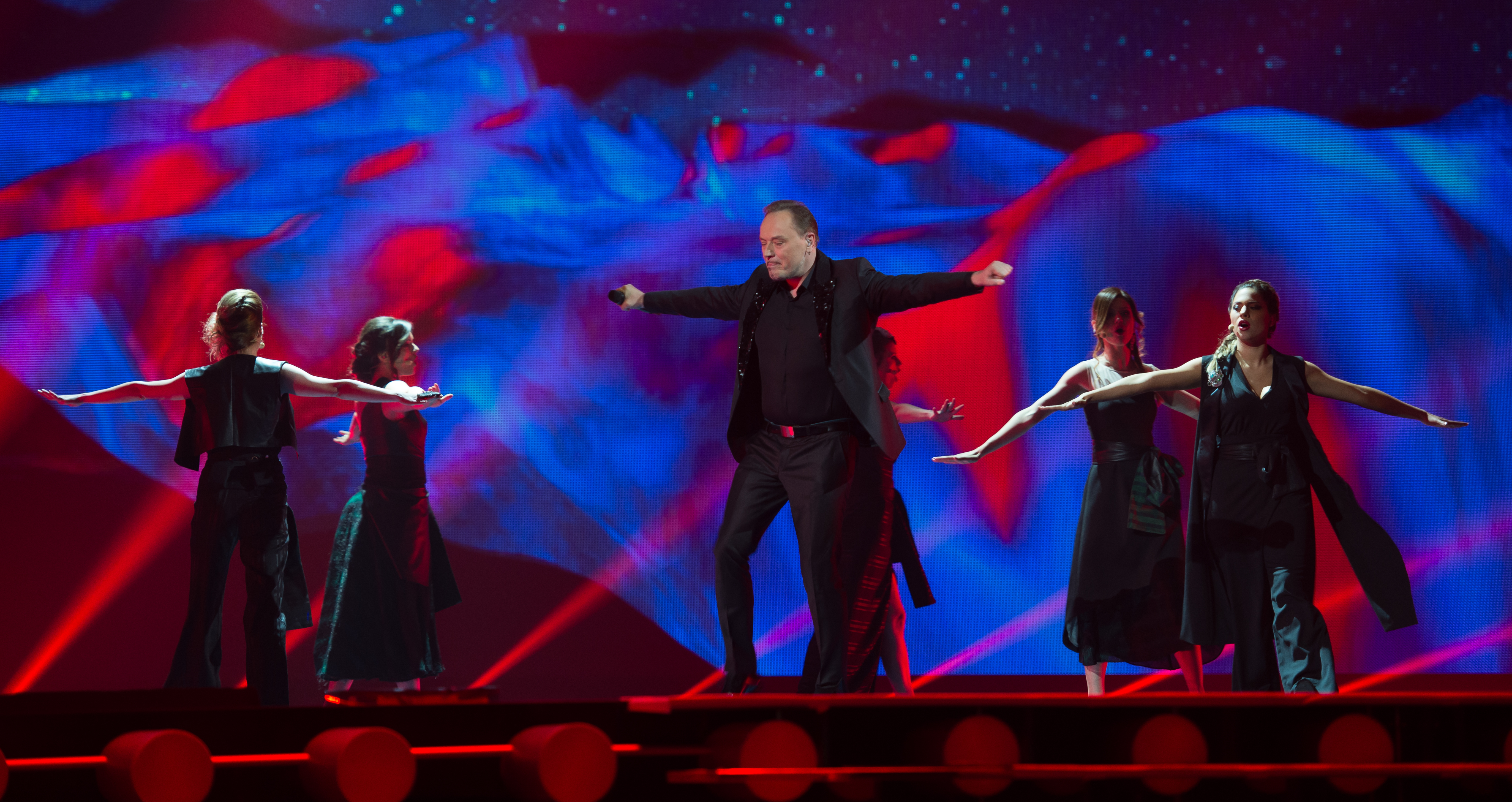
Knez Bécsben (2015)
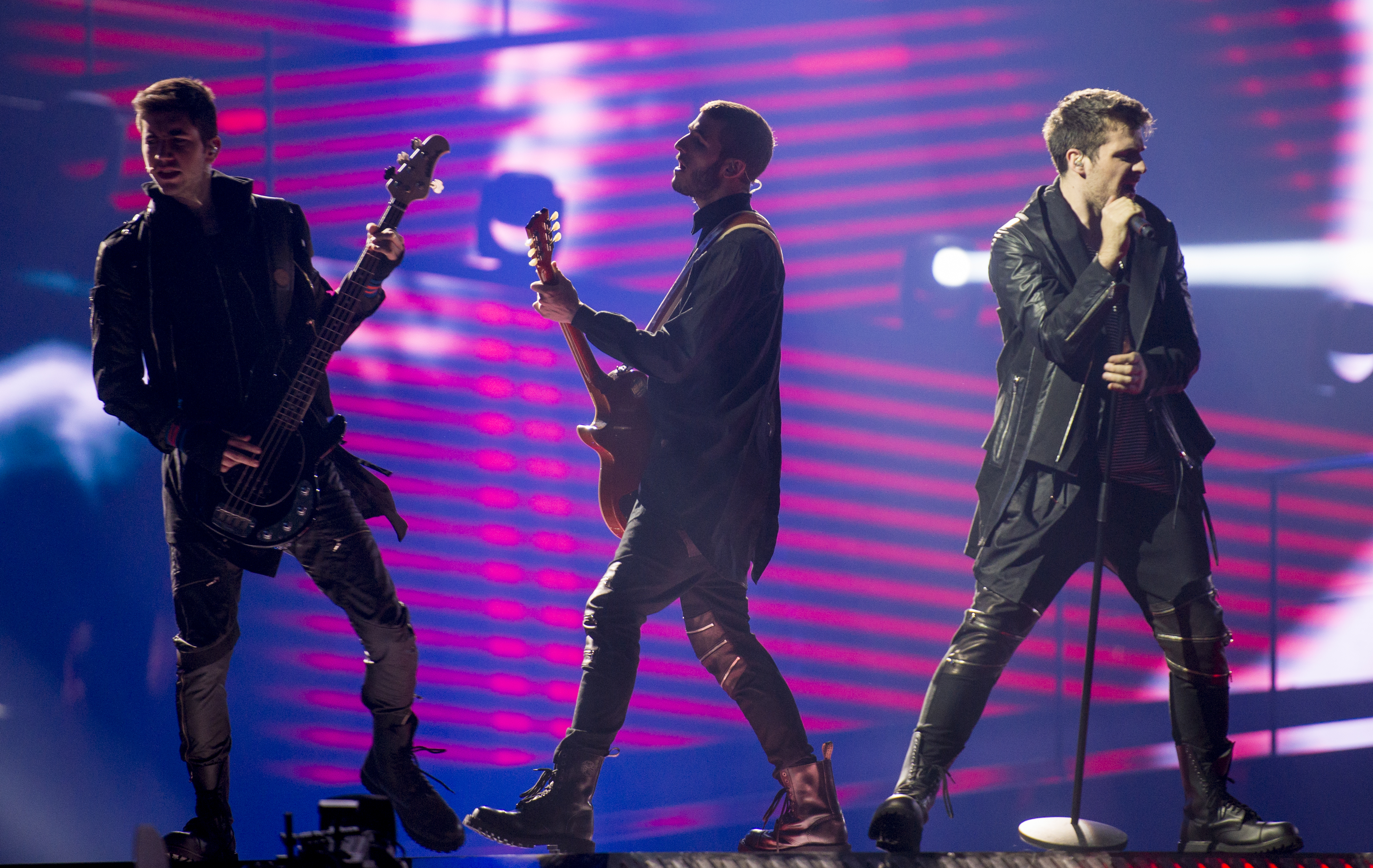
A Highway Stockholmban (2016)
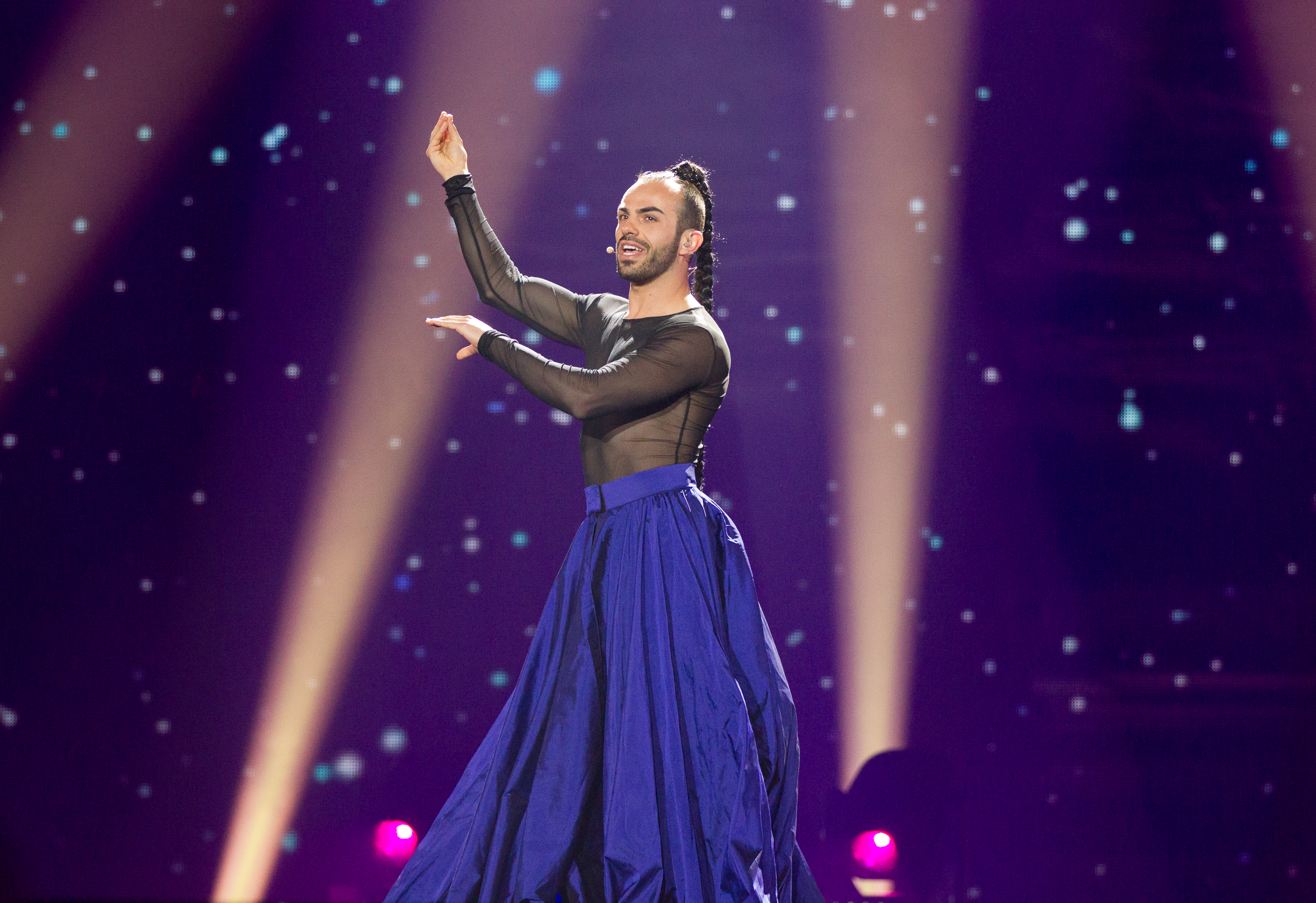
Slavko Kalezić Kijevben (2017)
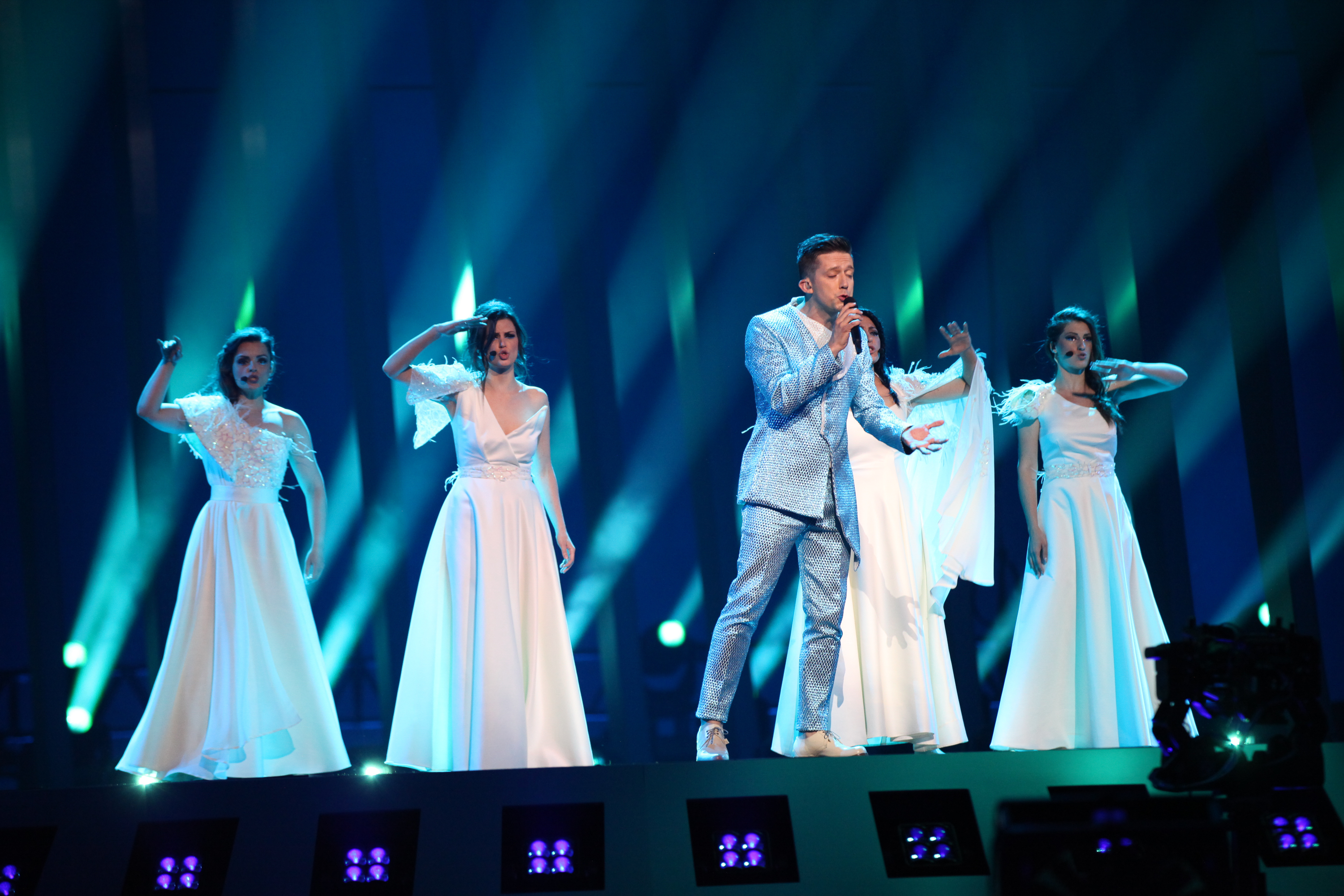
Vanja Radovanović Lisszabonban (2018)
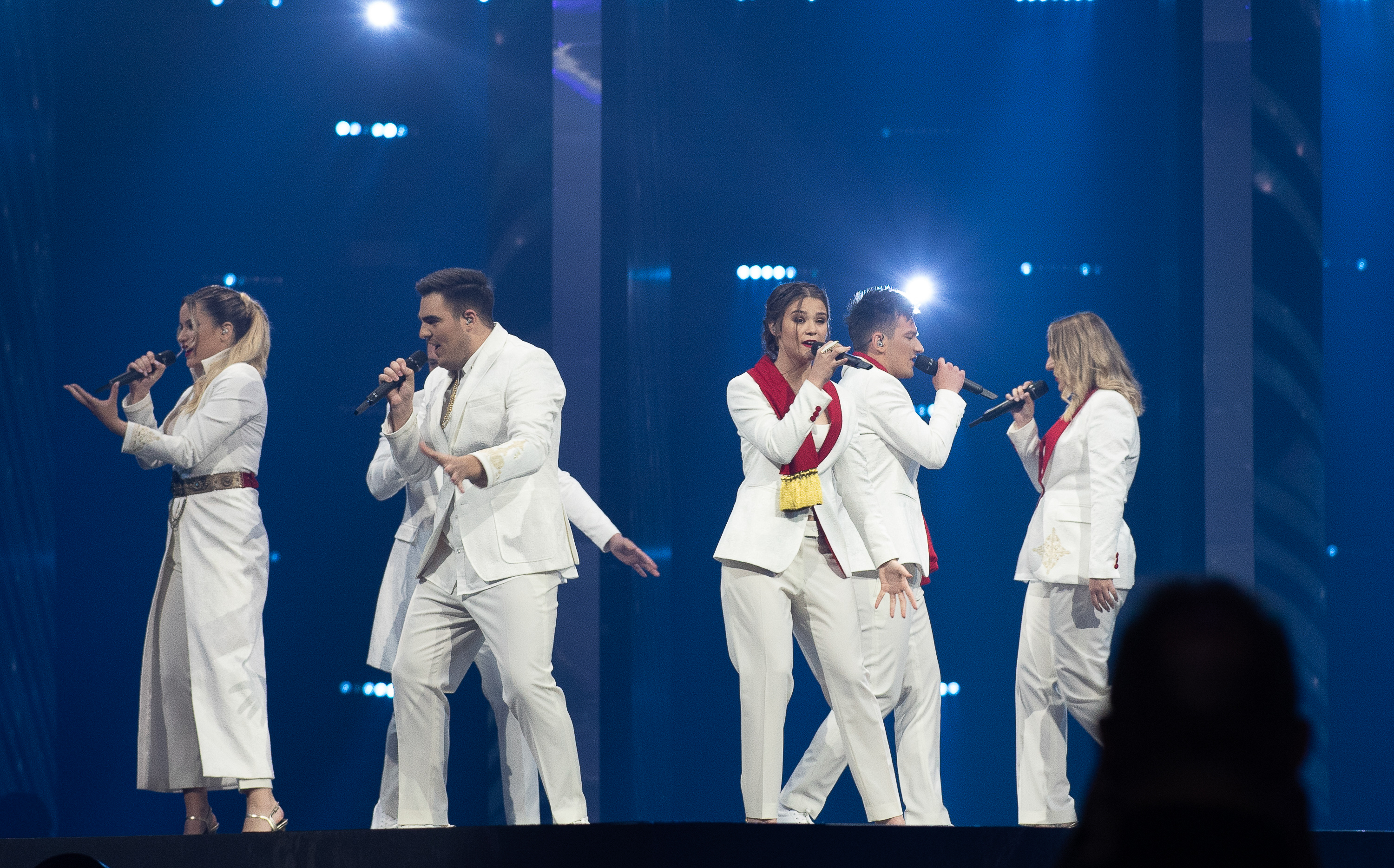
A D-Mol Tel-Avivban (2019)
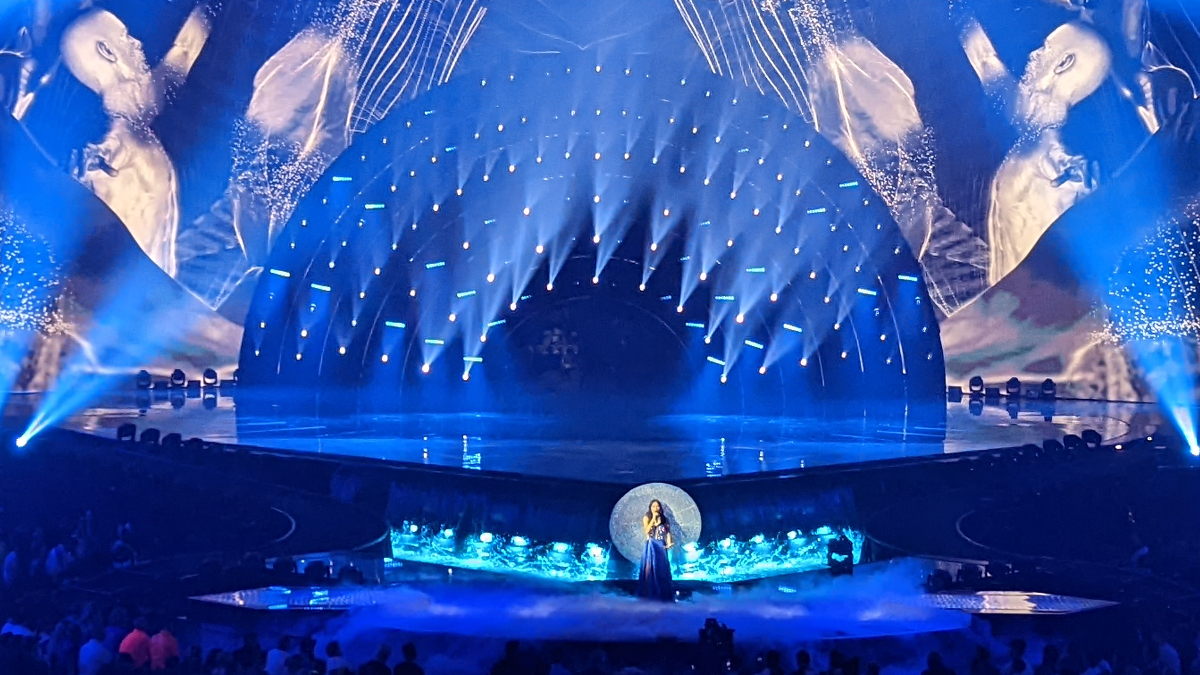
Vladana Torinóban (2022)
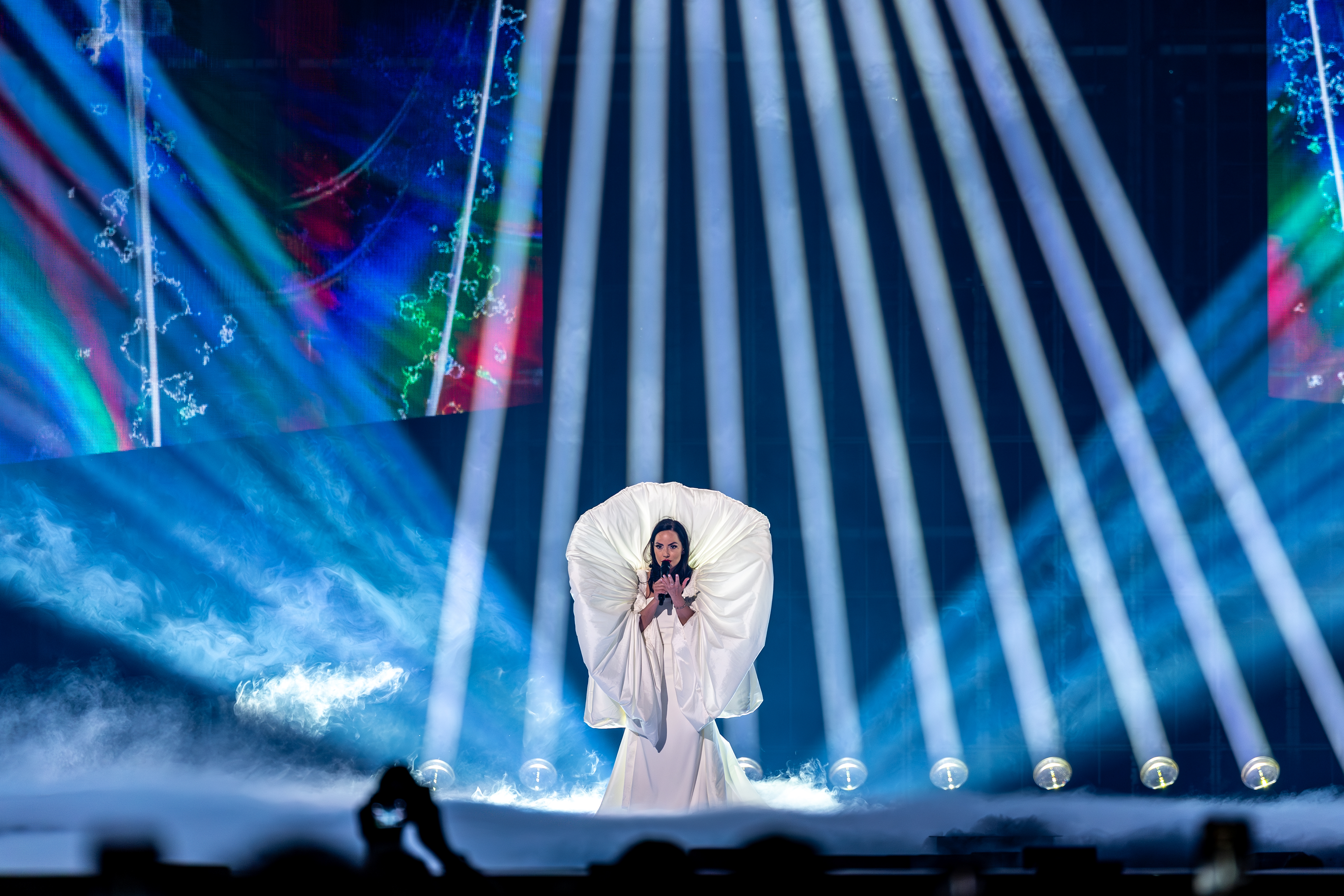
Nina Žižić Bázelben (2025)

## Lásd még
- Jugoszlávia az Eurovíziós Dalfesztiválokon
- Szerbia és Montenegró az Eurovíziós Dalfesztiválokon
- Szerbia és Montenegró a Junior Eurovíziós Dalfesztiválokon
- Montenegró a Junior Eurovíziós Dalfesztiválokon